# Вознесенское (Днепропетровская область)
Вознесенское (укр. Вознесенське) — село,
Межевский поселковый совет,
Межевский район,
Днепропетровская область,
Украина.
Код КОАТУУ — 1222655102. Население по переписи 2001 года составляло 336 человек.

## Географическое положение
Село Вознесенское находится в верховьях балки Скотоватая,
в 1,5 км от села Жуково, в 5-и км от села Весёлое.
По селу протекает пересыхающий ручей с запрудой.

## История
- 1905 — дата основания.